# ورم ميلانيني نمشي طرفي
الورم الميلانيني هو مجموعة من سرطانات الجلد الخطيرة التي تنشأ من الخلايا الصبغية (الخلايا الصباغية). الورم الميلانيني النمشي الطرفي هو نوع من الورم الميلانيني العدسي الجلدي. الورم الميلانيني النمشي هو النوع الفرعي الأكثر شيوعًا لدى الأشخاص ذوي البشرة الداكنة ونادرًا عند الأشخاص ذوي أنواع البشرة الفاتحة. لوحظ الورم الميلانيني النمشي على الراحتين والأخمصين وتحت الأظافر وفي الغشاء المخاطي للفم. يحدث على الأسطح غير الحاملة للشعر، والتي لم تتعرض بالضرورة لأشعة الشمس. كما يوجد أيضًا في الأغشية المخاطية. إنه الشكل الأكثر شيوعًا من سرطان الجلد الذي يشخص بين المجموعات العرقية الآسيوية والأفريقية جنوب الصحراء. متوسط العمر عند التشخيص ما بين ستين وسبعين سنة.

## العلامات والأعراض
تشمل العلامات النموذجية للورم الميلانيني اللاصق ما يلي:
- خط طولي أو أسود أو بني على الظفر
- تصبغ ثنية الظفر القريبة
- مناطق التصبغ الداكن (راحتي اليدين)

العلامات التحذيرية هي مناطق جديدة من التصبغ، أو تصبغ موجود يظهر تغييرًا. إذا اكتشف مبكرًا، فإن الورم الميلانيني النمشي له معدل شفاء مماثل للأنواع الأخرى من سرطان الجلد المنتشر السطحي.

## الأسباب
الورم الميلانيني اللاصق هو نتيجة للخلايا الصباغية الخبيثة في غشاء الجلد (الطبقات الخارجية). ما يزال التسبب في الورم الميلانيني العدسي غير معروف في هذا الوقت.

## التشخيص
على الرغم من أن الطريقة المثالية لتشخيص سرطان الجلد هي الخزعة الاستئصالية الكاملة، قد تكون هناك حاجة إلى بدائل وفقًا لموقع الورم الميلاني. التنظير الجلدي للآفات المصطبغة صعب للغاية ولكن يمكن إجراؤه بتركيز دؤوب. يمكن أن يتأكد التشخيص الأولي للاشتباه بأخذ خزعة إسفينية صغيرة أو خزعة استئصالية صغيرة. يمكن لخزعات الوتد الرقيقة العميقة أن تلتئم جيدًا على الجلد اللامع، ويمكن أن تعطي الخزعات الصغيرة المثقوبة فكرة كافية عن الطبيعة الخبيثة للآفة. بمجرد إجراء هذه الخزعة التأكيدية، يمكن إجراء خزعة الجلد الاستئصالية الثانية بهامش جراحي ضيق (1 مم). ستحدد هذه الخزعة الثانية عمق وغزو الورم الميلانيني، وسوف تساعد في تحديد العلاج النهائي. إذا كان الورم الميلانيني يتضمن ثنية الظفر وسرير الظفر، فقد تكون هناك حاجة لاستئصال كامل لوحدة الظفر. قد يتطلب العلاج النهائي استئصالًا أوسع (هوامش 0.5 سم أو أكثر)، أو بترًا رقميًا، أو تصوير الأوعية اللمفاوية مع تشريح العقدة الليمفاوية، أو العلاج الكيميائي.

### علم الانسجة
السمة الرئيسية للورم الميلانيني النمشي الطرفي هو الانتشار المستمر للخلايا الصباغية اللانمطية عند التقاطع الجلدي. تشمل العلامات النسيجية الأخرى للورم الميلانيني العدسي الغزوي الغزو الجلدي وسوء التصنع.
وفقًا لـALM عادةً ما تتميز في أقرب شكل يمكن التعرف عليه كخلايا صباغية مفردة غير نمطية منتشرة على طول طبقة البشرة الوصلة.

## العلاج
تشمل علاجات الورم الميلانيني النقيلي عوامل العلاج المناعي البيولوجي، إبيليموماب، بيمبروليزوماب، ونيفولوماب. مثبطات BRAF، مثل فيمورافينيب ودابرافينيب وتراميتينيب.

## التنبؤ
لقد أثبت أن الورم الميلانيني النمشي لديه تشخيص ضعيف مقارنةً بسرطان الجلد الخبيث (CMM).

## المجتمع
توفي الموسيقي الجامايكي بوب مارلي بسبب الحالة في عام 1981 عن عمر يناهز 36 عامًا.